# NGC 1762

## Див.також
- Список об'єктів Мессьє
- Новий загальний каталог